# المجند (مسلسل)
المجند (بالإنجليزية: The Recruit) هو مسلسل مغامرات جاسوسية من بطولة نوح سنتينيو، آرتي مان، فوندي كورتيس هول وكريستيان برون، صدر على منصة نتفليكس في 16 ديسمبر 2022.

## روابط خارجية
- المجند (مسلسل) على موقع IMDb (الإنجليزية)
- المجند (مسلسل) على موقع ميتاكريتيك (الإنجليزية)
- المجند (مسلسل) على موقع روتن توميتوز (الإنجليزية)
- المجند (مسلسل) على موقع نتفليكس (الإنجليزية)
- المجند (مسلسل) على موقع ألو سيني (الفرنسية)
- المجند (مسلسل) على موقع قاعدة بيانات الفيلم (الإنجليزية)